# Murielle Minkoue
 (mars 2024).

## Biographie
Murielle Minkoue Mezui épouse Minsta Mi-Owono, née le 22 juillet 1970 à Libreville au Gabon, est une magistrate et femme politique gabonaise, ministre dans le gouvernement de transition de Brice Clotaire Oligui Nguema de 2023 à 2025.

### Jeunesse et formation
En 1989, elle obtient son baccalauréat, série B, au lycée national Léon Mba. Ensuite, en 1996, elle décroche sa maitrise en sciences économiques au sein de l'université Omar-Bongo.
Ressortie magistrat de l'École nationale de la magistrature (ENM), elle prête serment en octobre 1998 devant la Cour des Comptes.
En octobre 2018, elle est nommée présidente de chambre à la Cour des comptes.

### Vie privée
Elle est mariée et mère de six enfants.

## Parcours politique
Le 9 Septembre 2023, elle est nommée ministre de la Réforme des institutions au sein du gouvernement de la Transition et devient le numéro 2 du gouvernement dans l'ordre protocolaire. 
Elle est également chargée de l'organisation du Dialogue National Inclusif qui se tient du 02 au 30 Avril 2024 à Libreville.
Le 7 mai 2024, Ulrich Manfoumbi Manfoumbi, porte-parole du CTRI, annonce la création du Comité constitutionnel national (CNN) ainsi que sa composition. Cet organe a pour tâche de superviser les travaux d'écriture de la nouvelle constitution et de préparer la constituante. La ministre de la Réforme des institutions, ancien rapporteur du dialogue national inclusif est propulsée à sa tête en tant que coordonnateur.

## Distinction
Elle est chevalier dans l'ordre national de l'Étoile équatoriale. 